# Oskar Leimgruber

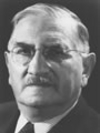
Oskar Leimgruber

Oskar Leimgruber (* 5. Juli 1886 in Fribourg; † 19. Juni 1976 in Bern; heimatberechtigt in Herznach) war ein Schweizer Jurist. Er war von 1943 bis 1951 Bundeskanzler.

## Biografie
Leimgruber, der Sohn eines Confiseurs, wuchs zweisprachig auf (Französisch und Deutsch). Er absolvierte die Gymnasien in Fribourg und Schwyz, anschliessend studierte er Recht an den Universitäten Fribourg, Bern und Wien. 1911 schloss er mit dem Doktorat ab. Während seiner Studienzeit arbeitete Leimgruber als Redaktor bei La Liberté und der Freiburger Zeitung sowie als Sekretär des Gewerbeverbands des Kantons Freiburg. Ab 1912 war er Jurist im Dienste der Schweizerischen Bundesbahnen.
1919 wechselte Leimgruber ins Post- und Eisenbahndepartement, wo er als Generalsekretär tätig war. Darüber hinaus gehörte er dem Zentralkomitee der Katholisch-Konservativen Partei (später CVP) an. Der Bundesrat wählte ihn 1925 zum Vizekanzler. Als solcher veranlasste er 1926 die Gründung der Eidgenössischen Drucksachen- und Materialzentrale. Leimgruber vertrat die Schweiz an zahlreichen internationalen Kongressen.
1923 gründete er die Internationale Mittelstandsunion, 1930 das Internationale Verwaltungsinstitut in Brüssel, das er auch präsidierte. Er verfasste zahlreiche Schriften zu Themen der Volkswirtschaft, der Verwaltungswissenschaft, der Soziologie und der Rechtsprechung, wobei er als Vertreter des Gewerbes dem Korporatismus nahestand.
Bei der Wahl eines neuen Bundeskanzlers unterlag Leimgruber 1934 George Bovet. Neun Jahre später war er jedoch erfolgreich: Um die Wiederwahl des umstrittenen Bundesrates Marcel Pilet-Golaz zu sichern, verzichtete die FDP auf den Posten des Bundeskanzlers und machte damit den Weg frei für die erstmalige Wahl eines Katholisch-Konservativen zum Bundeskanzler. Leimgruber führte Simultanübersetzungen der Reden im National- und Ständerat ein. Zur Jahrhundertfeier 1948 war er Mitherausgeber des Werks Wappen, Siegel und Verfassungen der Schweizerischen Eidgenossenschaft und der Kantone, ebenso der Bereinigten Sammlung der Bundesgesetze und Verordnungen 1848–1947. Mit Erreichen des Pensionsalters trat er 1951 zurück.

## Werke (Auswahl)
- Der Dienstvertrag nach Schweizer Recht. Orell Füssli, Zürich 1912. (Orell Füssli's Praktische Rechtskunde; 2).
- Was Gläubiger und Schuldner von der Schuldbetreibung wissen müssen. Praktische Anleitung zur Schuldbetreibung. Orell Füssli, Zürich 1913. (Orell Füssli's Praktische Rechtskunde; 6).
- Das Konkursrecht in der Schweiz. Wegweiser für Schuldner und Gläubiger. Praktische Darstellung in Fragen und Antworten. Orell Füssli, Zürich 1914. (Orell Füssli's Praktische Rechtskunde; 11).
- Was die Hausfrauen und Dienstboten von den gegenseitigen Rechten und Pflichten wissen müssen. Praktische Darstellung des schweizer. Dienstbotenvertrages in Fragen und Antworten. Orell Füssli, Zürich 1914. (Orell Füssli's Praktische Rechtskunde; 12).
- Der Nachlassvertrag nach Schweizer Recht. Wegweiser für Schuldner und Gläubiger. Praktische Darstellung in Fragen und Antworten. Orell Füssli, Zürich 1915. (Orell Füssli's Praktische Rechtskunde; 16).
- Rücktritt und tätige Reue im schweizerischen Strafrecht. Eine vergleichende und kritische Studie. Cavelti-Hangartner, Gossau 1916. (Diss. iur., Univ. Freiburg / Schweiz).
- Das Bundesgesetz betreffend die Arbeitszeit beim Betriebe der Eisenbahnen und anderer Verkehrsanstalten vom 6. März 1920. Polygraphisches Institut A.-G., Zürich 1920.
- Die Arbeitszeit beim Betriebe der Eisenbahnen und anderer Verkehrsanstalten. Bundesgesetz vom 6.März 1920 und Vollziehungsverordnungen. Nebst Sachregister und Einleitung von Dr. Oskar Leimgruber. Polygraphisches Institut A.-G., Zürich 1922.
- Christliche Wirtschaftsordnung und Mittelstand. Ein Beitrag zum Studium der sozialen Frage. Räber & Cie., Luzern 1923. (Volksbildung. Neue Folge der Stimmen aus dem Volksverein; 22).
- Die Rationalisierung in der öffentlichen Verwaltung. Buchdruckerei Steiger, Bern 1929.
- Gewerbeschutz und Gewerbeförderung. Buchdruckerei Rheintaler Volksfreund, Au, St. Gallen 1931. (Veröffentlichungen der Gewerblich-mittelständischen Arbeitsgemeinschaft der Schweizer. Konservativen Volkspartei; 3).
- Das Personal der öffentlichen Verwaltungen und Betriebe in der Schweiz. 2 Teile. Orell Füssli, Zürich 1933.
- Die Beschäftigung von Frauen und das Doppelverdienertum in den öffentlichen Verwaltungen und Betrieben sowie der Nebenerwerb aktiver und pensionierter öffentlicher Funktionäre. Referat. Buchdruckerei Effingerhof A.G., Brugg 1933.
- Die Rationalisierung in Staat und Gemeinde. Eine theoretische und praktische Darstellung mit Beispielen und Bildern. Polygraphischer Verlag A.-G., Zürich 1936.
- Der Mittelstand als Zentrum von Staat und Wirtschaft. Buchdruckerei Rheintaler Volksfreund, Au, St. Gallen 1937. (Veröffentlichungen der Gewerblich-mittelständischen Arbeitsgemeinschaft der Schweizer. Konservativen Volkspartei; 5).

## Archive
- Oskar Leimgruber in der Archivdatenbank des Schweizerischen Bundesarchivs